# Ivankovo
Ivankovo ist eine in Kroatien in der Gespanschaft Vukovar-Syrmien.
Ivankovo liegt im Osten von Kroatien und ca. 25 Kilometer südlich von der Stadt Osijek. Die Gemeinde besteht aus den drei Siedlungen Ivankovo, Prkovci und Retkovci. Das gesamte Gemeindegebiet umfasst 103,42 km². Die Gemeinde hatte zum Zeitpunkt der Volkszählung 2021 insgesamt 6543 Einwohner, wovon 5076 in Ivankovo selbst lebten, 1011 in Retkovci und 456 in Prkovci.
Der Bürgermeister der Gemeinde ist Marko Miličević.
Durch die Gemeinde verläuft die Staatsstrasse 46. Zudem verfügt die Gemeinde über einen Zugbahnhof.